# Équipe de France féminine de basket-ball en 2009
En cette année 2009, l'équipe de France joue le Championnat d'Europe de basket-ball féminin 2009 en Lettonie. Les Françaises, dont l'objectif affiché était de terminer parmi les cinq premières pour s'assurer une qualification pour le prochain mondial, remportent le titre européen, restant invaincues. 

## Une année en bleu
Le sélectionneur Pierre Vincent organise un premier stage préparatoire pour l'Euro 2009, qui se déroule du 2 au 12 janvier. Pour celui-ci, il a convoqué 19 joueuses : Marielle Amant (Arras), Clémence Beikes (Union Hainaut), Jennifer Digbeu (Mondeville), Sandra Dijon-Gerardin (Cessi/LET), Céline Dumerc (Bourges), Émilie Duvivier (Challes-les-Eaux), Émilie Gomis (Fenerbahçe/TUR), Sandrine Gruda (Ekaterinbourg/RUS), Emmanuelle Hermouet (Toulouse), Pauline Jannault (Mondeville), Pauline Krawczyk (Lattes-Montpellier), Anaël Lardy (Clermont), Florence Lepron (Villeneuve d'Ascq), Endéné Miyem (Bourges), Emmeline NDongue (Bourges), Yacine Sene (Aix-en-Provence), Diandra Tchatchouang (Centre fédéral), Allison Vernerey (Mulhouse), Isabelle Yacoubou-Dehoui (Tarbes).
En mai, Pierre Vincent publie une première liste de pré-sélectionnées pour la préparation au championnat d'Europe. Cette préparation sera limitée par rapport aux années précédentes, le championnat ayant été avancé en juin.
Cette présélection, qui comporte 24 joueuses, présente une surprise avec la présence de Cathy Melain. Celle-ci revient après quatre d'absence.
Le groupe reprend les joueuses qui ont assuré la qualification lors de la saison 2008. Seule Sandra Dijon, qui a désiré mettre un terme à sa carrière internationale, est absente.
Un premier stage à Bourges se déroule à l'issue de la saison. Certaines joueuses sont absentes, dont les joueuses de Tarbes et Bourges toujours en compétition, avec les  finales du championnat du France et de la Coupe de France. Le 15 mai, Pierre Vincent réduit son groupe à 16 joueuses.
La préparation débute par trois rencontres disputées face à la Grèce, toutes trois remportées par la France. Elle dispute ensuite le tournoi de l'Essonne, où les Françaises rencontrent successivement la Hongrie, République tchèque et l'Australie, avec de nouveau trois victoires.
À l'issue de ce tournoi, Pierre Vincent donne la liste des 12 joueuses qui composent l'équipe de France pour l'Euro.
Malgré ses victoires en préparation, la France se présente sans certitude pour la compétition. L'objectif affiché est de finir parmi les cinq premières afin d'assurer une qualification pour le prochain mondial. Les favorites sont les Russes, tenantes du titre, les Espagnoles, habituées du podium européen et la Biélorussie, troisième du dernier euro. La Lettonie, avec l'avantage de jouer à domicile, figure aussi parmi les prétendantes au titre.
La France débute sa compétition face à l'Italie par une victoire 76 à 61. Son deuxième match l'oppose à la Biélorussie. Un 11 à 0 donne 10 points d'avance à la pause pour les Françaises, mais les joueuses biélorusses reviennent et la France dépend de deux exploits pour avoir le droit de disputer une prolongation : un panier de Manu  Hermouet au buzzer pour égaliser, puis un contre de Melain à 9 secondes pour préserver la victoire sur le score de 63 à 61.
Le troisième adversaire du premier tour semble le plus facile avec Israël. La France souffre face à l'adresse extérieure des israéliennes qui réalisent un 10 sur 19 à trois points dont un 6 sur 6 de Cohen qui termine la rencontre avec 30 points. La France remporte finalement la rencontre 73 à 70.
Pour le second tour, la France se voit d'abord opposée aux Lituaniennes. Celles-ci possèdent un temps 12 points d'avance avant de finalement céder 57 à 55. La France limite ensuite les réputées adroites joueuses turques à 25 % de réussite à trois points pour l'emporter 55 à 43. Le dernier match oppose les Françaises aux joueuses russes, également invaincues. Après un premier quart temps terminé à égalité, les Françaises s'échappent pour mener 41 à 36 à la mi-temps. La défense française gène les russes, qui subissent 20 pertes de balles, et permet aux joueuses de Pierre Vincent de l'emporter 72 à 66.
La Grèce est l'adversaire des Bleues en quart de finale. Les joueuses grecques limitent l'apport de l'axe fort des Françaises, Dumerc-Gruda. La rencontre est serrée et les Grecques, sous la conduite de la future MVP de la compétition Evanthía Máltsi, mènent de quatre points à deux minutes de la fin. Céline Dumerc réussit ensuite un panier à trois points, puis est imitée par Florence Lepron qui donne la victoire aux Bleues. La France retrouve en demi-finale la Biélorussie qui s'est qualifiée aux dépens de la Slovaquie en prolongation. Lors de cette rencontre, 6 Françaises terminent à 8 points ou plus, tandis que leurs adversaires sont limitées à 23 sur 73 au tir, dont 4 sur 20 à trois points. La France remporte la rencontre 64 à 56 pour atteindre la finale.
Celle-ci oppose, comme lors du championnat d'Europe 2001, la France à la Russie. Celles-ci ont battu les Espagnoles 77 à 61 en demi-finale, s'appuyant sur Becky Hammon, 28 points, et Maria Stepanova, 19 points. Le problème essentiel de la Russie se trouve sur le banc : l'entraîneur Valeri Tikhonenko doit subir la présence du manager général Shabtai von Kalmonovich et une assistante australienne réputée mais sans réel pouvoir, Jan Sterling.
Les « braqueuses », comme elles se sont surnommées en raison de leurs victoires en prolongation et en fin de match après avoir été menées, prennent l'avantage lors du deuxième quart temps à la suite d'un 9 à 0 pour atteindre la pause sur le score 30 à 19. L'écart continue d'enfler pour atteindre 19 points à la 27e minute. Les Russes reviennent ensuite, bien aidées par un 2 sur 10 des Françaises aux lancers dans le dernier quart. Les Russes reviennent à quatre points mais leurs dernières tentatives à trois points sont sans réussites et la France triomphe 57 à 53. Elle remporte son deuxième titre européen, après celui remporté par Melain et ses coéquipières en 2001.
Sandrine Gruda et Céline Dumerc sont également honorées à titre individuel en étant élues dans le meilleur cinq de la compétition.

## L'équipe
- Sélectionneur : Pierre Vincent
- Assistants :

| Poste      | Joueuse             | Nombre matchs | Nombre points | Club(s) 2009                       |
| ---------- | ------------------- | ------------- | ------------- | ---------------------------------- |
| Meneuse    | Anaël Lardy         |               |               | Stade Clermontois                  |
| Arrière    | Florence Lepron     |               |               | Villeneuve-d'Ascq                  |
| Arrière    | Cathy Melain        |               |               | CJMBB Bourges                      |
| Meneuse    | Céline Dumerc       |               |               | CJMBB Bourges                      |
| Intérieure | Endéné Miyem        |               |               | CJMBB Bourges                      |
| Intérieure | Emmeline NDongue    |               |               | CJMBB Bourges                      |
| Intérieure | Isabelle Yacoubou   |               |               | Tarbes                             |
| Intérieure | Sandrine Gruda      |               |               | Ekaterinenbourg                    |
| Intérieure | Élodie Godin        |               |               | Taranto Cras Basket                |
| Arrière    | Émilie Gomis        |               |               | Naples                             |
| Ailière    | Pauline Krawczyk    |               |               | Montpellier                        |
| Ailière    | Emmanuelle Hermouet |               |               | Toulouse Métropole Basket          |
| Meneuse    | Caroline Aubert     |               |               | USO Mondeville                     |
| Intérieure | Élodie Bertal       |               |               | Montpellier                        |
| Arrière    | Clémence Beikes     |               |               | Union Hainaut Basket               |
| Ailière    | Jennifer Digbeu     |               |               | USO Mondeville                     |
| Meneuse    | Émilie Duvivier     |               |               | Challes-les-Eaux Basket            |
| Ailière    | Pauline Jannault    |               |               | USO Mondeville                     |
| Intérieure | Fatimatou Sacko     |               |               | Villeneuve-d'Ascq                  |
| Ailière    | Yacine Sene         |               |               | CJMBB Bourges                      |
| Intérieure | Aurélie Bonnan      |               |               | Montpellier                        |
| Meneuse    | Anne-Sophie Pagnier |               |               | Calais                             |
| Meneuse    | Clarisse Costaz     |               |               | Union Saint-Amand Porte du Hainaut |
| Arrière    | Paoline Salagnac    |               |               | USO Mondeville                     |
| Arrière    | Gaëlle Skrela       |               |               | Montpellier                        |

## Les matches
| Date         | Lieu          | Adversaire         | Score         | Compétition | Meilleures marqueuse (France)          |
| ------------ | ------------- | ------------------ | ------------- | ----------- | -------------------------------------- |
| 22 mai 2009  | Bourg         | Grèce              | V 83-47       | A           | Sandrine Gruda 20 pts                  |
| 23 mai 2009  | Saint-Étienne | Grèce              | V 62-52       | A           | Sandrine Gruda 9 pts                   |
| 24 mai 2009  | Lyon          | Grèce              | V 54-50       | A           | Élodie Godin 8 pts                     |
| 29 mai 2009  | Évry          | Hongrie            | V 61-55       | A           | Emmanuelle Hermouet 14 pts             |
| 30 mai 2009  | Évry          | République tchèque | V 81-59       | A           | Sandrine Gruda 22 pts                  |
| 31 mai 2009  | Évry          | Australie          | V 80-60       | A           |                                        |
| 7 juin 2009  | Valmiera      | Italie             | V 76-61       | CE          | Sandrine Gruda 23 points               |
| 8 juin 2009  | Valmiera      | Biélorussie        | V. 63-61 (AP) | CE          | Céline Dumerc 15 points                |
| 9 juin 2009  | Valmiera      | Israël             | V 73-70       | CE          | Sandrine Gruda, Émilie Gomis 11 points |
| 12 juin 2009 | Riga          | Lituanie           | V 57-55       | CE          | Sandrine Gruda 18 points               |
| 14 juin 2009 | Riga          | Turquie            | V 55-43       | CE          | Sandrine Gruda 20 points               |
| 16 juin 2009 | Riga          | Russie             | V 72-66       | CE          | Sandrine Gruda 17 points               |
| 18 juin 2009 | Riga          | Grèce              | V 51-49       | CE          | Sandrine Gruda 16 points               |
| 19 juin 2009 | Riga          | Biélorussie        | V 64-56       | CE          | Céline Dumerc 13 points                |
| 20 juin 2009 | Riga          | Russie             | V 57-53       | CE          | Sandrine Gruda 12 points               |

D : défaite, V : victoire, AP : après prolongation
A : match amical, CE : Eurobasket 2009

## Sources et références
1. ↑  (fr) « EDF (D): En stage avec Yacoubou et les Berruyères », sports.voila.fr (consulté le 17 mai 2009)
2. ↑  « EdF (D): Les 12 pour l'Euro », /sports.voila.fr (consulté le 31 mai 2009)
3. ↑  (en) « Gruda, Dumerc Highlight All-Tournament Team », eurobasketwomen2009.com (consulté le 21 juin 2009)
4. ↑  (en) « Italie-France, Game report », eurobasketwomen2009.com (consulté le 8 juin 2009)
5. ↑  (en) « France-Biélorussie, Game Report », eurobasketwomen2009.com (consulté le 8 juin 2009)